# أبلانيتسا (بازارجيك)
أبلانيتسا (بالبلغارية: Абланица)‏ هي مدينة في مقاطعة بازارجيك في بلغاريا.
يبلغ عدد سكانها حوالي 348 نسمة.